# Simanicki Młynok
Simanicki Młynok (biał. Сіманіцкі Млынок; ros. Симоничский Млынок, Simoniczskij Młynok; hist. pol. Młynek; ros. Млынокъ, Młynok) – wieś na Białorusi, w obwodzie homelskim, w rejonie lelczyckim, w sielsowiecie Tonież, przy drodze republikańskiej R128.

## Warunki naturalne
Wieś położona jest wśród dużego kompleksu leśno-bagiennego. Graniczy z Prypeckim Parkiem Narodowym.

## Historia
W XIX i w początkach XX w. położona była w Rosji, w guberni mińskiej, w powiecie mozyrskim.
Po I wojnie światowej pod administracją polską, w Zarządzie Cywilnym Ziem Wschodnich, w okręgu brzeskim, w powiecie mozyrskim.
W wyniku postanowień traktatu ryskiego znalazła się w granicach Związku Sowieckiego. Od 1991 w niepodległej Białorusi.